# Olli Vänskä
Olli Vänskä (ur. 1 czerwca 1981 w Helsinkach) – fiński skrzypek, znany przede wszystkim z występów w folk metalowym zespole Turisas. Do grupy dołączył w 2004 jako muzyk sesyjny i koncertowy, natomiast od 2007 jest oficjalnym członkiem. Muzyk gościł ponadto m.in. na płytach takich zespołów jak: Moonsorrow, Finntroll i Wintersun.
Jego brat Perttu jest wokalistą w zespole Fist in Fetus, natomiast ojciec – Osmo Vänskä jest dyrygentem Minnesota Orchestra w Stanach Zjednoczonych.

## Wybrana dyskografia
- Crimfall – The Writ of Sword (2011, gościnnie skrzypce)[5]
- Finntroll – Nifelvind (2010, gościnnie skrzypce)[6]
- Finntroll – Blodsvept (2013, gościnnie skrzypce)[7]
- Fist in Fetus – Fist in Fetus (EP) (2007, gościnnie skrzypce)[8]
- Moonsorrow – Varjoina kuljemme kuolleiden maassa (2011, gościnnie skrzypce, wokal)[9]
- Turisas – Battle Metal (2004, gościnnie skrzypce)[10]
- Whispered – Thousand Swords (2010, gościnnie skrzypce)[11]
- Wintersun – Time I (2012, gościnnie wokal)[12]
- Аркона – Явь (2014, gościnnie skrzypce)[13]